# Powiat Nanjō
Powiat Nanjō (jap. 南条郡 Nanjō-gun) – powiat w Japonii, w prefekturze Fukui. W 2024 roku liczył 9317 mieszkańców.

## Miejscowości
- Minamiechizen